# Carl von Merode

Inserat für Kaufmanns Zeichen- und Malschule (Jacquingasse, 1893)

Carl Freiherr von Merode (* 15. Juni 1853 in Mödling, Niederösterreich; † 26. Oktober 1909 in Wien) war ein österreichischer Genremaler.

## Leben

Inserat für Kaufmanns Zeichen- und Malschule (Weyringerstraße 37, 1894)

Carl von Mérode stammte aus dem belgischen Adelsgeschlecht Merode. In den Jahren von 1870 bis 1876 war er Schüler der Wiener Akademie der bildenden Künste, ab 1873 bei Anselm Feuerbach. Er war Mitglied der Wiener Kunstgenossenschaft. 1891 war er Juror bei der Berliner Jubiläumsausstellung. 1893 gründete er gemeinsam mit dem österreichischen Landschaftsmaler Adolf Kaufmann (1848–1916) und Heinrich Lefler im III. Wiener Bezirk, Jacquingasse 3, eine Zeichen- und Malschule, die 1894 in den IV. Wiener Bezirk, Weyringergasse 37, übersiedelt ist und zumindest bis 1900 durch Zeitungsinserate beworben wurde.
In seinen Werken bevorzugte Carl von Merode Marktszenen und humorvolle Situationen aus dem Wiener Volksleben. Er wurde dafür vielfach geehrt und ausgezeichnet.
Sein Grab befindet sich auf dem Wiener Zentralfriedhof (Gruppe 74, Reihe 34, Nummer 90).

## Werke (Galerie)

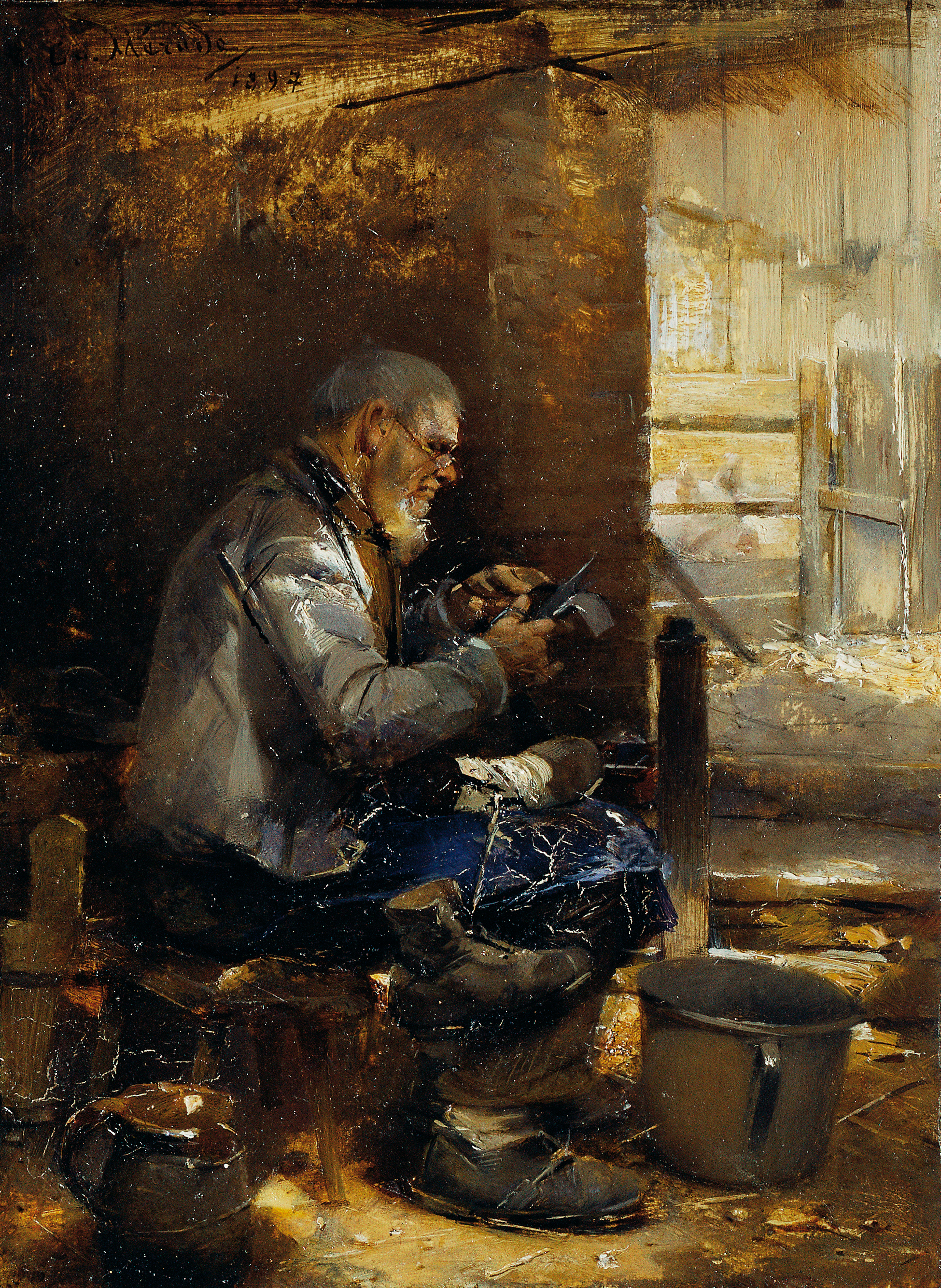
Bauernschuster
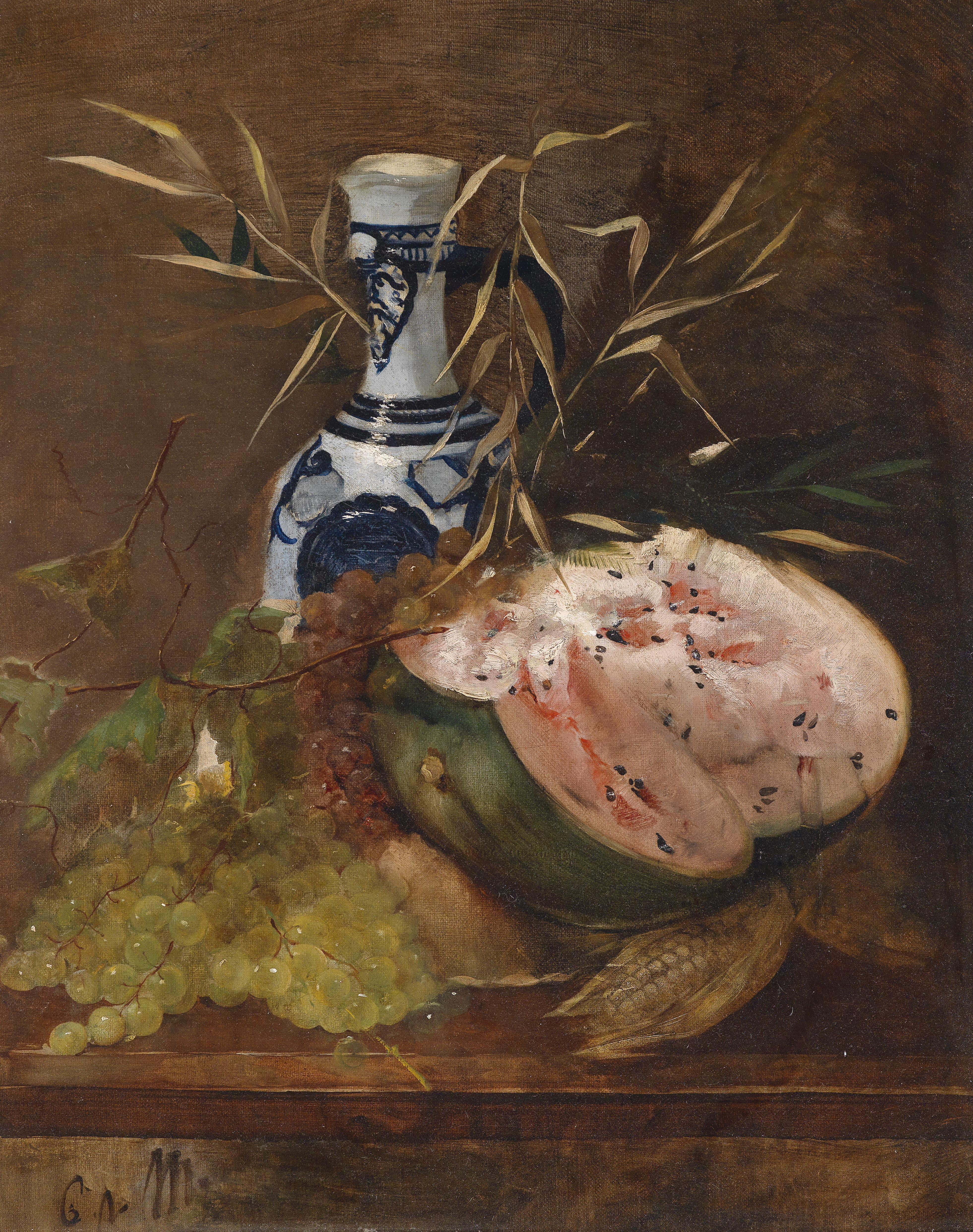
Früchtestillleben mit Melone
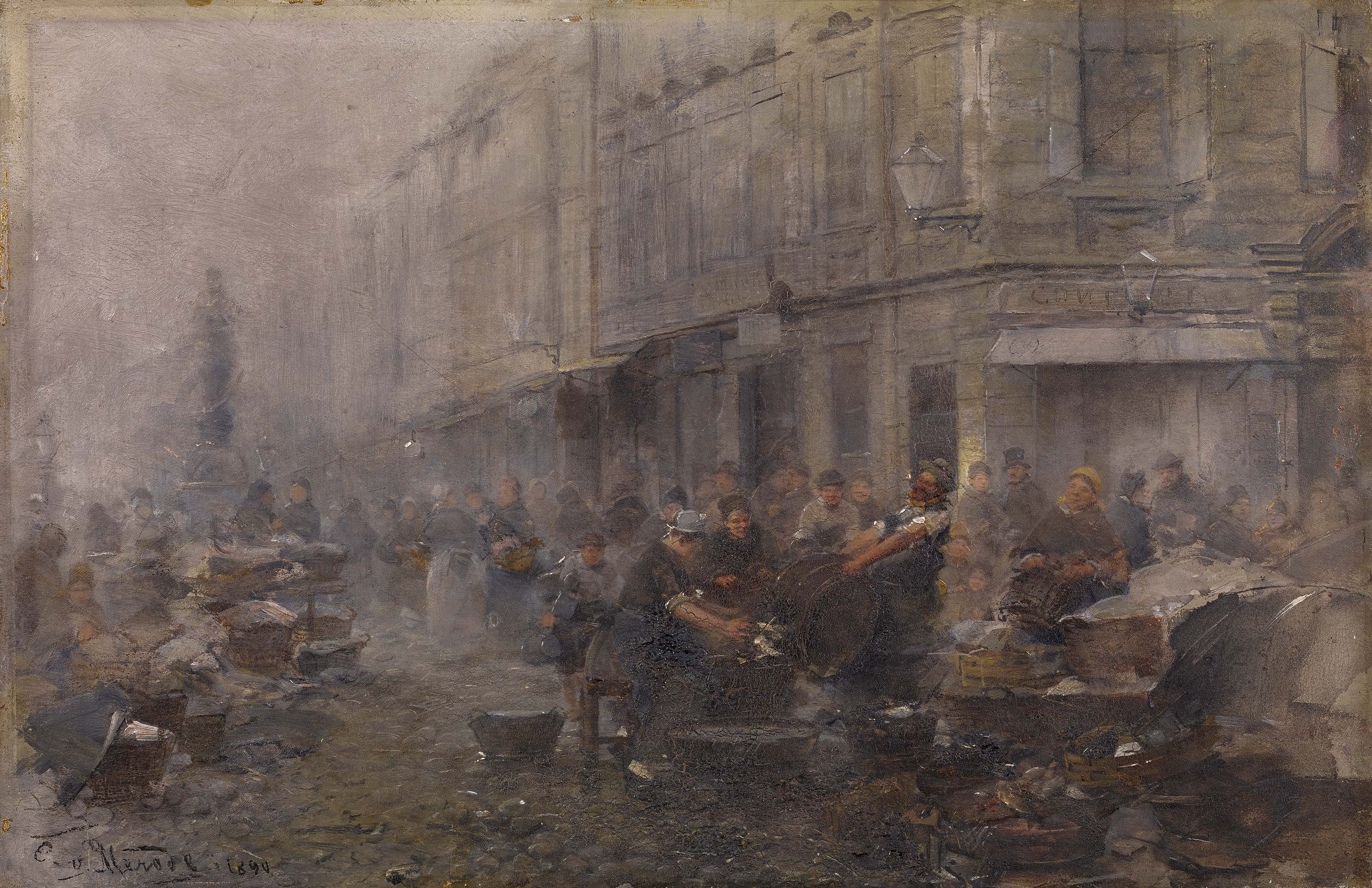
Marktszene 1890
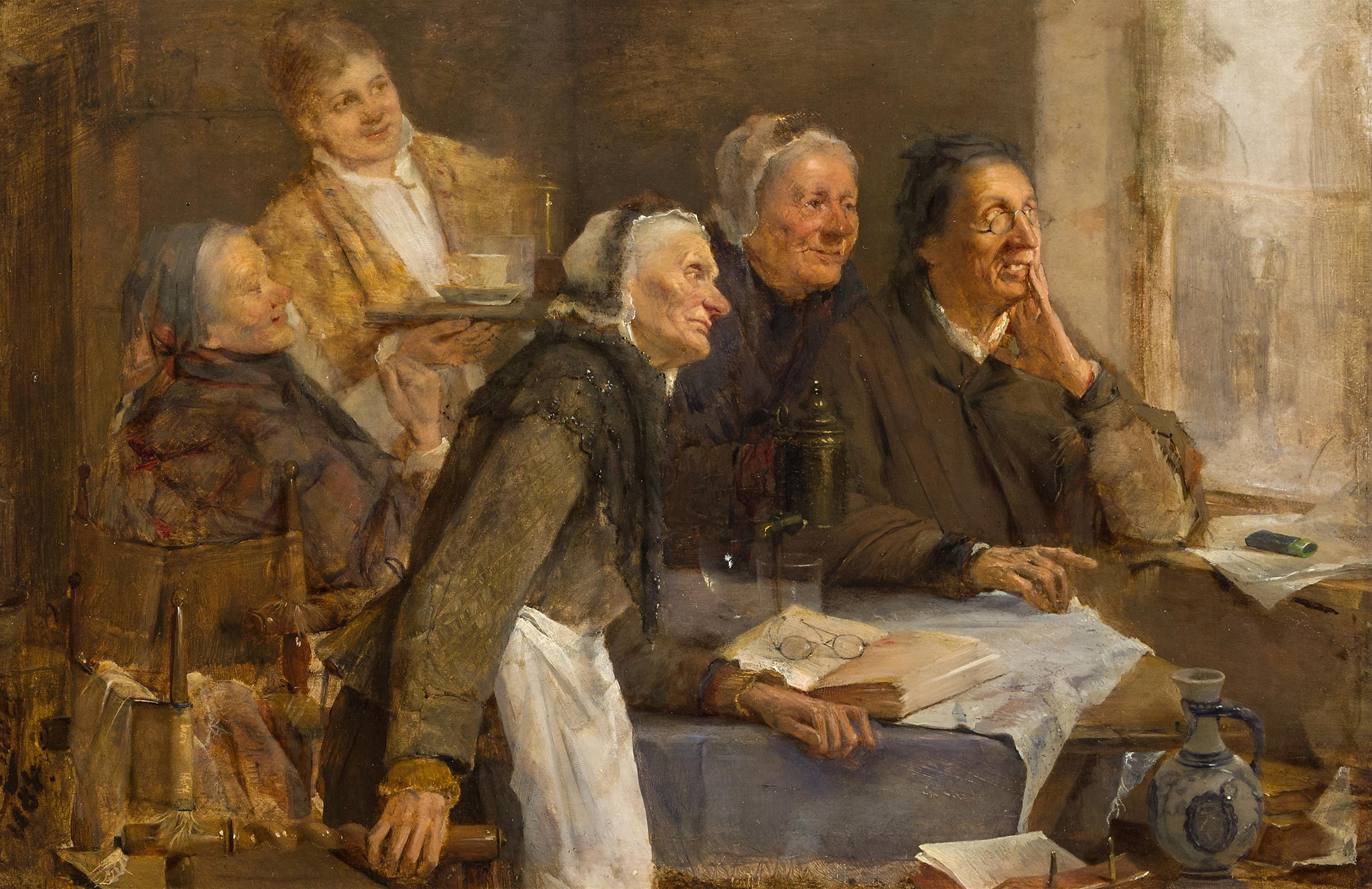
Spannende Geschehnisse
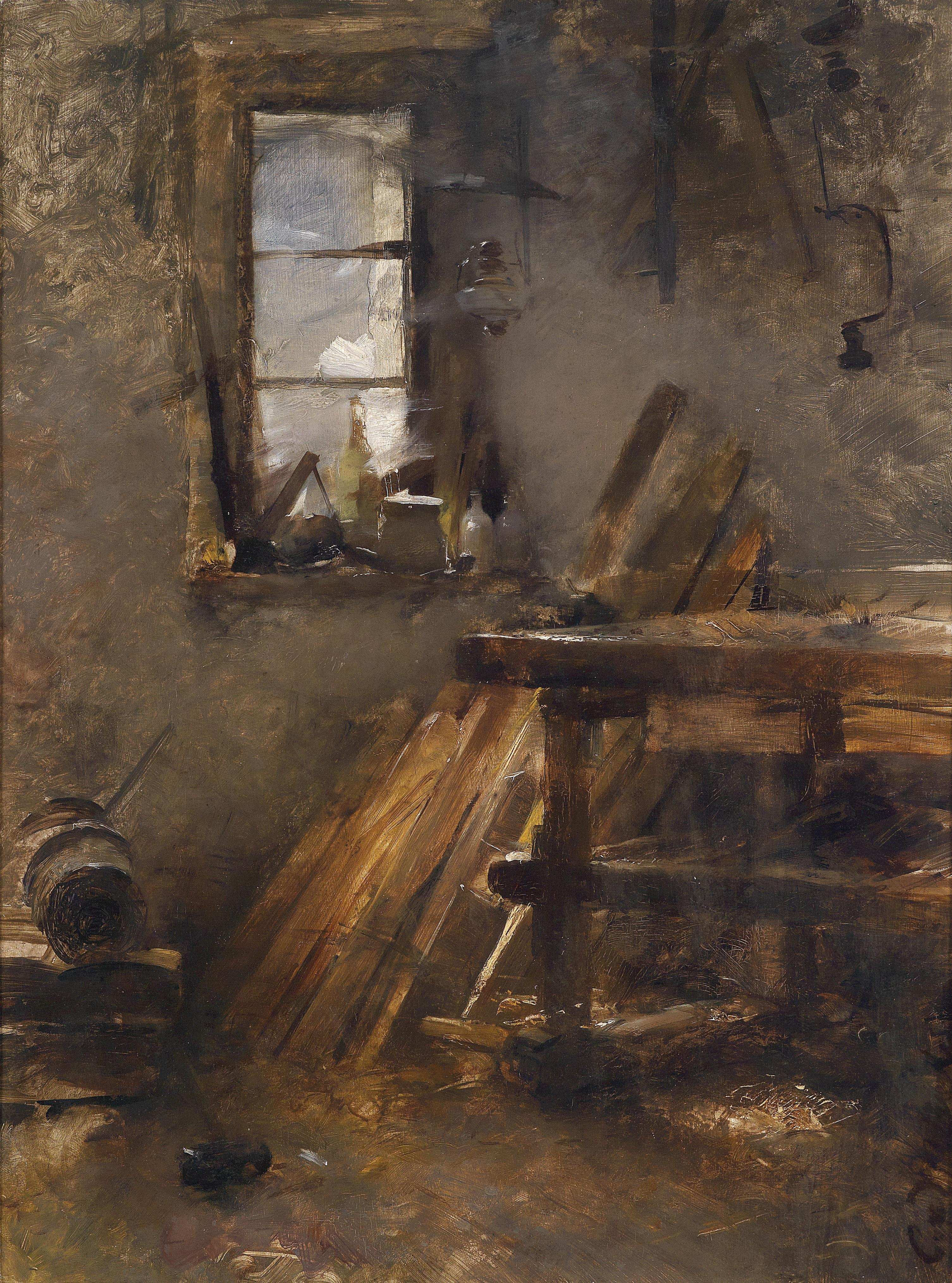
Wagnerwerkstatt